# 稲川照芳
稲川 照芳（いながわ てるよし、1943年‐）は、日本の外交官 。
駐ウルグアイ、駐ハンガリー特命全権大使を歴任した。

## 略　歴
1943年 岐阜県生まれ。中津川市の親元を離れ、長野県の松本深志高等学校（第14回卒業生）に松本市の下宿から通学。高校２年時よりドイツ語学習を始め、大学入試もドイツ語で受験、東京大学在学中に民間の複数の会社が立ち上げたスカラーシップで当時の西ドイツのフライブルク大学に1年間留学。
- 1968年3月　東京大学法学部卒業
- 1968年4月　外務省入省
- 1969年10月～1971年7月 チュービンゲン大学にて研修・留学
- 1971年7月～1973年8月　在ベルリン総領事館副領事
- 1977年8月～1980年6月　西ドイツ大使館（ボン）
- 1980年6月～1982年5月　チェコスロヴァキア国大使館
- 1987年11月～1991年2月 オーストリア大使館
- 1991年3月～1992年7月　ドイツ国大使館
- 1992年8月～1995年7月　デュッセルドルフ総領事
- 1997年9月～1999年7月　ベルリン総領事（大使）
- 1999年8月～2002年8月　ウルグアイ国駐箚特命全権大使
- 2002年1月～2003年9月　通関情報センター監事
- 2003年9月～2006年11月 ハンガリー国駐箚特命全権大使
- この間、本省在勤中、条約局、欧亜局、情報文化局、国際情報局、中南米局、総合外交政策局軍備管理・科学審議官組織に勤務。
- 2006年12月退官
- 2007年1月　中欧研究所設立、代表就任
- 2007年1月～2013年12月　スズキ株式会社顧問
- 2008年4月～2014年3月　昭和女子大学客員教授

## 著　書
- 『欧州分断の克服―外交現場からの手記（信山社、2011年）』
- Vorträge und Aufsätze zum 150. Jubiläum der deutsch-japanischen Freundschaft, Japanisches Kulturinstitut Köln (Hg.), Iudicium, 2012 （共著）
- 『現代日本の国際関係―東アジア・日本・欧州』（信山社、2013年）
- 『ドイツ外交史―プロイセン、戦争・分断から欧州統合への道』（えにし書房、2015年）

## 訳　書
- 『ハンガリー人―光と影の千年史』（パウル・レンドヴァイ著、信山社、2007年）
- 『ドイツ外務省〈過去と罪〉 第三帝国から連邦共和国体制下の外交官言行録』（エッカルト・コンツェ, ノルベルト・フライ、ピーター・ヘイズ、モシェ・ツィンマーマン著、足立ラーベ加代、手塚和彰共訳、えにし書房、2018年）